# لاري بيكرينغ
لاري بيكرينغ (بالإنجليزية: Larry Pickering)‏ هو رسام كارتون أسترالي، ولد في 18 أكتوبر 1942 في ملبورن في أستراليا، وتوفي في 19 نوفمبر 2018 في Arundel, Queensland ‏ في أستراليا بسبب سرطان الرئة.